# San Diego de Alcalá de Henares en extase devant la Croix
San Diego de Alcalá de Henares en extase devant la Croix est un tableau réalisé par le peintre espagnol Bartolomé Esteban Murillo en 1645-1646. D'un format presque carré, cette huile sur toile est une peinture chrétienne qui représente Diego d'Alcalá en extase devant une croix au pied de laquelle il a laissé sa houe de jardinier. La scène se déroule en présence de dignitaires ecclésiastiques en visite qui constatent sa dévotion, dans la moitié droite de la composition.
Exécutée pour un couvent franciscain de Séville, l'œuvre fait partie d'un cycle aujourd'hui dispersé. Elle entre dans les collections publiques françaises en 1843, après la mort d'Alexandre Aguado l'année précédente. Affectée au musée du Louvre, à Paris, elle se trouve depuis lors en dépôt au musée des Augustins de Toulouse, en Haute-Garonne.